# Evijärvi (See)
Der Evijärvi ist ein See in der finnischen Landschaft Südösterbotten.
Der See hat eine Fläche von 27,1 km² und liegt auf einer Höhe von 61,7 m.
Der gleichnamige Ort Evijärvi liegt am südlichen Seeufer.
Hauptzufluss ist der Välijoki, welcher den südöstlich gelegenen Lappajärvi entwässert.
Der Ähtävänjoki fließt vom Westende des Evijärvi in nordwestlicher Richtung zum Bottnischen Meerbusen. 